# So Long, See You Tomorrow
So Long, See You Tomorrow è il quarto album discografico del gruppo musicale indie rock inglese Bombay Bicycle Club, pubblicato nel febbraio 2014.

## Tracce
Testi e musiche di Jack Steadman.
1. Overdone – 3:39
2. It's Alright Now – 4:10
3. Carry Me – 4:25
4. Home By Now – 4:35
5. Whenever, Wherever – 5:31
6. Luna – 3:11
7. Eyes Off You – 3:57
8. Feel – 5:00
9. Come To – 4:25
10. So Long, See You Tomorrow – 6:02

## Formazione
- Jack Steadman - voce, chitarra, sampler, piano
- Jamie MacColl - chitarra, basso
- Ed Nash - basso
- Suren de Saram - batteria
- Liz Lawrence - Backing vocals

## Classifiche
- Official Albums Chart - #1